# Charles Nodier
Charles Nodier [šarl nodjé], s polnim imenom Jean-Charles-Emmanuel Nodier, francoski pesnik pisatelj, leksikograf, prirodopisec in urednik, * 29. april 1780, Besançon, † 27. januar 1844, Pariz. 

## Otroštvo in mladost
Njegov oče Antoine-Melchior Nodier je bil odvetnik sodišča Besançon, mama Suzanne Paris pa je bila njegova služkinja. Poročila sta se 12. septembra 1791. Oče je bil v novembru 1790 izvoljen za župana Besançona za eno leto, avgusta 1791 pa za predsednika okrajnega kazenskega sodišča. 22. decembra  istega leta je takrat 11-letni Nodier podal patriotski govor za Društvo prijateljev Ustave (Jacobin Club) v svojem rojstnem mestu. Dolgo je veljal za nezakonskega, kar je imelo nanj velik vpliv. 
Zgodaj se je zanimal za francosko klasično literaturo in pesnil v slogu klasicistične poezije 18. stol.; z 8 leti je čital Montaignea, z 12 leti se navduševal za ideje francoske revolucije in bil član revolucionarnega društva Les Amis de la Constitution v Besançonu. Pod vodstvom nekega očetovega prijatelja se je pričel baviti z entomologijo in napisal več razprav. Po izgubi službe pomožnega bibliotekarja v Besançonu, ki ga je bil dobil po dokončanju študija (1797), je šel v Pariz in izdal vrsto romanov, pisal članke, politične epigrame in literarne satire proti Napoleonu v glasilu republikanske opozicije Le Citoyen français. Zaradi satirične ode La Napoléone so ga leta 1804 zaprli in nato izgnali v domače mesto. Iz Besançona se je zatekel v Švicarsko Juro, nadaljeval entomološke in botanične študije in odprl javen literarni tečaj v mestu Dôle. Leta 1808 se je poročil in postal osebni tajnik čudaškega angleškega učenjaka H. Crofta v Amiensu ter z njim izdal nekaj kurioznih filoloških del zlasti klasičnih pisateljev z obširnimi komentarji; v tem času je tudi objavil delo s področja onomatopoije Le Dictionnaire raisonné des onomatopées françaises (1808) in s področja prava Questions de littérature légale (1812).

## Zrelo obdobje
20. septembra 1812 je na povabilo ilirskega generalnega guvernerja grofa Bertranda prevzel uredništvo uradnega glasila Ilirskih provinc Télégraphe officiel des Provinces Illyriennes, ki je od leta 1810 izhajal v Ljubljani, zaradi pomanjkanja tehničnih sredstev in spretnega urednika pa je bolj in bolj propadal. Pot v Ljubljano mu je omogočil krog pariških literatov in prijateljev.
Ob novem letu 1813 je bil že v Ljubljani, kjer ga je razočarala preprostost dodeljenega mu stanovanja, čudil pa se je razkošnosti članov francoske kolonije.  15. januarja so ga namestili za bibliotekarja mestne knjižnice (danes NUK), kljub ugovoru župana Codellija, ki je po ilirskem statutu terjal to mesto za domačina Kalistra. Nodier pa ni toliko časa posvečal knjižnici, v kateri je Kalister še dalje opravljal posle, temveč se je osredotočil  na uradni časnik, ki se je pod njegovim vodstvom dvignil skoraj na višino literarnega časopisa. Leta 1813 je list izhajal dvakrat na teden v francoski in vzporedni nemški izdaji (nekaj poslednjih številk tudi v italijanskem jeziku). V časopis je uvedel literarne, zgodovinske, zemljepisne in prirodopisne feljtone na »ilirske« teme, kolikor mu je to dopuščalo slabo znanje slovanskih jezikov in nemščine.
Zaradi uporabe prefinjenega jezika in svežih idej je že v svoji dobi užival glas najboljšega poznavalca francoščine. Skušal je tako med svojimi rojaki kot med domačini zbuditi zanimanje za posebnosti Ilirskih provinc. Od tod njegov načrt »ilirske statistike«, s katerim skuša podati opis Ilirije v vseh mogočih kulturnih odnosih. Sodelavce je iskal tudi med slovanskimi izobraženci, vendar je bil njihov odziv malenkosten. 
23 člankov njegove  statistike se nanaša na: 
- prirodopisje, zlasti entomologijo in botaniko (v zvezi s kranjskim entomologom J. A. Scopolijem)
- zgodovino in zemljepis Ilirije; na južnoslovansko folkloro (pod vplivom Fortisove knjige Viaggio in Dalmazia)
- slovstvo (objavil je delni prevod Hasanaginice, drugi po vrstnem redu izmed dosedanjih 14 francoskih prevodov; v prozi je prevedel Djurdjevićevega Svećnjaka itd.)
- jezikoslovje (zanimiv je spis Langue illyrienne, v katerem dokazuje ilirski izvor 25 francoskih besed, saj poleg keltščine in galščine »ilirščina« zanj predstavlja enega izmed prvotnih evropskih jezikov)[4]

Nodier je dobro razlikoval slovenščino od srbohrvaščine, vendar je oba jezika  smatral za narečji »ilirščine«. »Ilirski« material njegovih člankov se večinoma nanaša na Dalmacijo in le malo na slovenski del Ilirije, saj so mu Dalmatinci mogli nuditi več tiskanih virov v njemu razumljivih jezikih. Pomen njegovega književnega delovanja na ilirskih tleh je velik zato, ker je prvikrat stopil v neposredni stik z Južnoslovani. Z naklonjenostjo je obravnaval slovenske podložnike, ki so se upirali fevdalnim dajatvam.
Navdušil ga je baron Ž. Zois, katerega je smatral za največjega evropskega mineraloga. Cenil je tudi Vodnikovo filološko znanje, bila sta prijatelja ter si izmenjavala knjige. Gojil je odnose še z drugimi slovenskimi, hrvaškimi (dalmatinskimi) in nemškimi intelektualci. 
Prizadeval si je zainteresirati francoske knjigarnarje za ilirski trg, na primer ženevskega knjigarnarja Paschouda. Guvernerju Bertrandu je celo predložil načrt za ustanovitev svobodne ilirske akademije s sedežem v Ljubljani. Ta ideja  se je porodila že nekaj let pred njim, ko je A. Sorkočević svetoval ilirski vladi, naj se osnujeta za Ilirce 2 akademiji: v Dubrovniku in Ljubljani.

## Dela
Avgusta 1813, po dobrih 9 mesecih, je Nodier zapustil Ljubljano in odšel v Pariz, kjer je pričel sodelovati pri rojalističnih revijah Journal des Débats in  La Quotidienne. Iz Ilirije, dežele »svojih dragih Ilircev v dobri, miroljubni in pobožni Kranjski«, je prinesel seboj tople osebne spomine, ki so mu dali idejo za njegove »ilirske« romane:
- Jean Sbogar (Pariz 1818; 1886 prevedeno v slovenščino kot Ivan Zbogar [5], 1932 kot Janez Žbogar; po Nodierovih besedah tisto delo, ki mu je prineslo največ literarnega slovesa)
- Smarra (1821)
- Mlle de Marsan (1832)

V pariškem časopisju je občasno napisal kak članek o ilirskih stvareh. Najzanimivejši za Slovenijo je njegov opis Ljubljane, ki ga je objavil 15. jan. 1821 ob ljubljanskem kongresu v dnevniku  La Quotidienne. Z obširnimi opombami v nemškem prevodu ga je izdal Benvenut Crobath. Objava je povzročila daljšo diskusijo v Laibacher Tagblatt, ki je poživila spomin na francosko okupacijo.
Leta 1824 je bil Nodier imenovan za bibliotekarja v pariškem Arsénalu, s čimer si je končno utrdil svoj vedno negotovi materialni položaj. Okrog njega se je pričel zbirati ves tedanji francoski literarni mladi rod in ustvaril enega prvih romantičnih »krožkov« (cénacles), iz katerega so izšli najpomembnejši zastopniki franc. romantizma: Victor Hugo,  Lamartine,  A. de Musset,  Sainte-Beuve in drugi. V literaturi je bil Nodier otrok prehodne dobe med klasicizmom in romantiko. Bil je prvi, ki je kot neklasik dosegel 1833 akademsko čast.
Slovencem bi morala goditi njegova izjava: »Največji zločin je uničiti narodu jezik z vsem, kar je v njem upanja in domislic«.
Nodierjevo literarno delo obsega veliko število člankov v pariških časopisih in 12 debelih zvezkov, ki so izšli 1832–1834 pri založbi Renduel v Parizu. Pozneje je njegova izbrana dela izdala še založba Charpentier.
Francoski inštitut, ki od leta 1967 deluje v Ljubljani je med leti 1983 in 1997 nosil njegovo ime.